# Engyum quadrinotatum
Engyum quadrinotatum är en skalbaggsart som beskrevs av Thomson 1864. Engyum quadrinotatum ingår i släktet Engyum och familjen långhorningar.
Artens utbredningsområde är Paraguay. Inga underarter finns listade i Catalogue of Life.